# Aszklépiosz botja

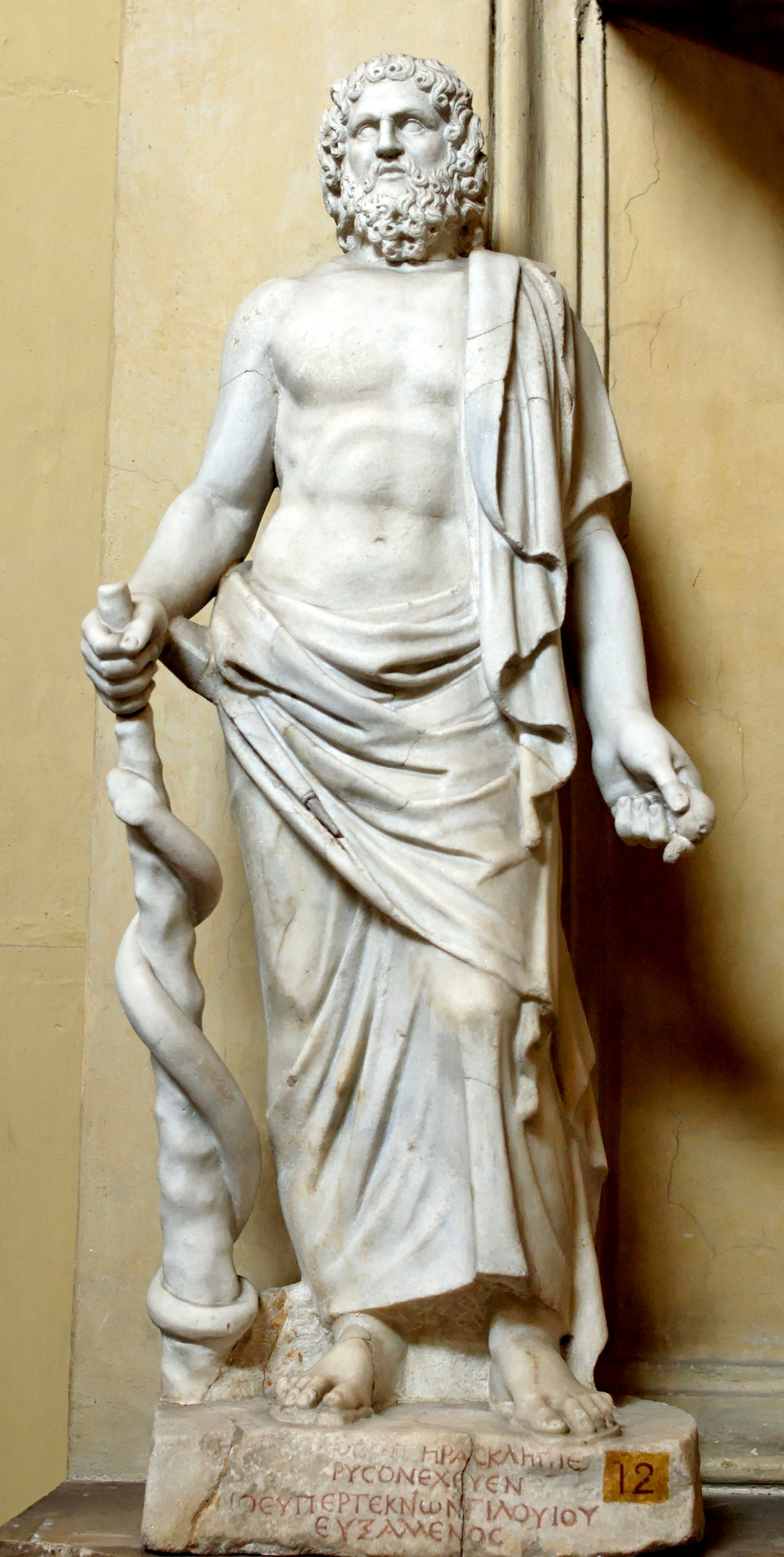
Aszklépiosz ábrázolása állandó attribútumával, a botjára tekeredő kígyóval

Aszklépiosz a gyógyítás istene az ókori görög mitológiában. Állandó attribútuma egy bot, Aszklépiosz botja, amely a csillagászattal, a betegségekből való felgyógyulással és az orvoslással áll kapcsolatban. A szimbólum egy rúd, amely köré kígyó (egészen pontosan erdei sikló) tekeredik. Aszklépiosz Apollón és Korónisz nimfa fia, akit Kheirón, a kentaur nevelt és tanított a gyógyításra. Alakja megjelenik a Ophiuchus, azaz a Kígyótartó csillagképben, valamint az élet csillagában, a mentőszolgálatok jelképében.

## Szimbolikája
Aszklépiosz botja a gyógyítás művészetét szimbolizálja: a kígyó, amely képes levedleni a bőrét, a megújulás, az újjászületés és termékenység kifejezője, míg a bot a hatalom és a gyógyítás istenének megtestesítője. A bot köré tekeredő kígyó fajtáját tekintve erdei sikló (Elaphe longissima) vagy más néven aszklépioszi kígyó, a Balkán-félszigeten és Kis-Ázsiában honos, de megtalálható Közép-Európa ásványvízforrásai körül is, és kétségtelenül a rómaiak honosították meg gyógyító tulajdonsága miatt.

Aszklépiosz botjának rajza

Néhány tudós feltételezése szerint a szimbólum valaha egy rúd köré tekeredő fonálférget ábrázolt. A fonálféreg (ill. medinaféreg, Dracunculus medinensis) típusú élősködők mindennaposak voltak az antik időkben, és eltávolításuk egyik módja, hogy a féreg bőr alól kibukkanó részét kis botra helyezik, majd lassan rátekerve kihúzzák. Az orvosok lehet, hogy a gyógyítási módszer ismertetésére készítették a pálcára tekert féreg ábráját. 
A görög mitológia úgy meséli el a szimbólum eredetét, hogy miközben Aszklépiosz a gyógyítás művészetét tanulta Kheiróntól, az magyarázat közben felemelt egy botot, amelyre egy kígyó volt rátekeredve. Aszklépiosz sebészként dolgozott az Argó nevű hajón; az orvoslás oly avatott mestere volt, hogy pácienseit még a halálból is visszahozta. Ezért a görög mitológia szerint az istenek megbüntették és az égboltra helyezték, az Ophiuchus csillagkép formájában.
A mítoszok szerint Aszklépiosz ereiben Medúsza vére folyt. A Medúsza bal oldalából származó vér a monda szerint halálos méreg volt, míg a jobb oldalából származó vér gyógyító hatással bírt. 
A korai keresztény hittudományban a Kígyótartó csillagképet a máltai viperát tartó Pál apostollal társították.
Az asztrológia egyes ágaiban létezik az állatöv tizenharmadik jele, az Ophiuchus vagy más néven Ophiuchus Serpentarius („Kígyótartó”) csillagkép. Ez a csillagkép a Nyilas és a Mérleg között található a csillagászati térképeken.
A héber teológiában is megjelenik ugyanez a szimbólum, a Nehustan, amint azt a Bibliában Mózes 4., a Számok könyvének 21:4–9 versei említik. A vadonban, amikor mérges kígyók támadása sújtotta az izraelitákat, Mózes egy bronzkígyót emelt magasra, és az emberek meggyógyultak. Úgy tekintettek a kígyóra, mint a gyógyulás eszközére.

## További tények

Az élet csillaga középpontjában Aszklépiosz botjával

Aszklépiosz botja széleskörűen elterjedt és használt motívuma több modern logónak: a Egészségügyi Világszervezetnek (WHO), Az élet csillagának, az Amerikai Orvosi Szövetségnek (AMA) és a mentőszolgálatoknak is.
Aszklépiosz botját gyakran összetévesztik a Caduceus-szal, amely Hermész görög isten attribútuma és a kereskedelem szimbóluma.

## Lásd még
- Áron vesszeje
- Caduceus

## jegyzetek
1. ↑  A selyemkóró esete a kígyóval, avagy: hogy kerül a kígyó a patikai cégérbe?. (Hozzáférés: 2020. március 21.)